# Edukacja Rity (film)
Edukacja Rity (ang. Educating Rita) – film z 1983 roku w reżyserii Lewisa Gilberta, powstały na podstawie sztuki Willy’ego Rusella pod tym samym tytułem. Akcja sztuki toczy się w gabinecie wykładowcy, w filmie dodano sceny w mieście i wprowadzono osoby, o których w sztuce tylko się mówi. Akcja toczy się w Liverpoolu, ale film kręcono w Irlandii: w Dublinie i w hrabstwie Kildare.

## Obsada
- Michael Caine jako dr Frank Bryant
- Julie Walters jako Rita / Susan
- Michael Williams jako Brian
- Maureen Lipman jako Trish
- Jeananne Crowley jako Julia
- Malcolm Douglas jako Denny
- Godfrey Quigley jako ojciec Rity
- Dearbhla Molloy jako Elaine

## Nagrody
- 41. ceremonia wręczenia Złotych Globów
  - Najlepszy aktor w komedii lub musicalu – Michael Caine
  - Najlepsza aktorka w komedii lub musicalu – Julie Walters
  - Willy Russell był nominowany w kategorii Najlepszy scenariusz.
- 37. ceremonia wręczenia nagród Brytyjskiej Akademii Filmowej
  - Najlepszy film – Lewis Gilbert
  - Najlepsza aktorka pierwszoplanowa – Julie Walters